# Meg Donnelly
Meg Elizabeth Donnelly, née le 25 juillet 2000 à New York, est une actrice et chanteuse américaine. Elle est notamment connue pour incarner le rôle de Taylor Otto dans la sitcom American Housewife diffusée sur ABC (2016-2021), le rôle de Addison Wells dans la série de films Zombies sur Disney Channel (depuis 2018), et celui de Mary Campbell dans la série télévisée The Winchesters sur CW (2022-2023).

## Biographie
Meg Donnelly est née à New York et a grandi à Peapack-Gladstone, au New Jersey,. Fille unique, elle commence son parcours artistique dès l'âge de six ans en intégrant l'Annie's Playhouse School of Performing Arts à Far Hills, dans le New Jersey, où elle s'initie au chant, à la danse et aux arts dramatiques. Par la suite, elle se produit en tant que chanteuse dans plusieurs productions, notamment Kids of the Arts, Broadway Kids et Time To Shine à New York.
Durant ses années passées à New York, elle se découvre une passion pour le Japon et décide d'apprendre le japonais.

## Carrière
Meg Donnelly interprète le rôle d'Ash dans la série Team Toon diffusée sur Netflix en 2013. Elle a été l'égérie américaine de la campagne Awkward to Awesome de Clean and Clear en 2015 et a assuré le rôle de doublure de Louisa von Trapp dans le téléfilm spécial de NBC The Sound of Music Live!. En 2015, elle joue également dans le pilote de Future Shock pour Nickelodeon, mais la chaine décide finalement de ne pas investir dans ce titre[réf. nécessaire].
De 2016 à 2021, elle interprète le personnage de Taylor Otto dans la sitcom American Housewife sur ABC, succédant à l'actrice Johnny Sequoyah qui incarnait ce personnage dans le pilote de la série. Ce rôle a été salué par la critique comme étant celui de la véritable révélation de l'actrice,. Par la suite, elle a joué dans le film indépendant The Broken Ones, qui a été présenté en avant-première lors du SOHO International Film Festival en 2017[réf. nécessaire].
Depuis 2018, elle incarne le personnage principal d'Addison dans le film musical original de Disney Channel Zombies, notamment aux côtés de l'acteur Milo Manheim. Le 5 août 2018, elle sort son premier album studio, Trust.

## Filmographie

### Cinéma
- 2017 : The Broken Ones : Lilly Kelly
- 2023 : Legion of Super-Heroes : Kara Zor-El/Supergirl (voix originale) sortie directement en vidéo
- 2024 : Justice League: Crisis on Infinite Earths Part 1 : Kara Zor-El/Supergirl (voix originale) sortie directement en vidéo
- 2024 : Justice League: Crisis on Infinite Earths Part 2 de Jeff Wamester : Kara Zor-El/Supergirl (voix originale) sortie directement en vidéo
- 2024 : Justice League: Crisis on Infinite Earths Part 3 de Jeff Wamester : Kara Zor-El/Supergirl (voix originale) sortie directement en vidéo

### Télévision

#### Séries télévisées
- 2013–2015 : Team Toon : Ash
- 2015 : Future Shock : Annie
- 2016–2021 : American Housewife : Taylor Otto
- 2020 : Zombies 2 : Wolf Tales : Addison
- 2020 : ZOMBIES : Addison's Moonstone Mystery : Addison (voix)
- 2021 : Camp Kikiwaka : Priscilla Preston
- 2021 : ZOMBIES : Addison's Monster Mystery : Addison (voix)
- 2021 : Pandemica (voix)
- 2022 : High School Musical : La Comédie Musicale La Série : Val
- 2022–2023 : The Winchesters : Mary Campbell

#### Téléfilms
- 2018 : Zombies de Paul Hoen : Addison[14]
- 2020 : Zombies 2 de Paul Hoen : Addison
- 2022 : Zombies 3 de Paul Hoen : Addison
- 2025 : Zombies 4 de Paul Hoen : Addison